# Siège de Gibraltar (1309)
 (décembre 2016).
Si vous disposez d'ouvrages ou d'articles de référence ou si vous connaissez des sites web de qualité traitant du thème abordé ici, merci de compléter l'article en donnant les références utiles à sa vérifiabilité et en les liant à la section « Notes et références ».
En pratique : Quelles sources sont attendues ? Comment ajouter mes sources ?
Pour l’article homonyme, voir Siège de Gibraltar.
Le premier siège de Gibraltar est une bataille de la Reconquista qui s'est déroulée en 1309. La bataille vit s'opposer les forces du royaume de Castille, sous le commandement de Juan Núñez II de Lara (en) et Alfonso Pérez de Guzmán contre l'armée du royaume de Grenade, commandée par le sultan Mohammed III al-Makhlu et par son frère Abu al-Juyuch Nasr.
La bataille tourne en la faveur du royaume de Castille, qui remporte la victoire. La prise de Gibraltar renforce sensiblement l'influence de Castille sur la péninsule Ibérique, jusqu'à ce que celle-ci soit reprise par les Musulmans au cours du troisième siège de Gibraltar.

## Contexte historique
Le 19 décembre 1308, à Alcalá de Henares, le roi Ferdinand IV de Castille et les ambassadeurs de la couronne d'Aragon, Bernat de Sarrià (en) et Gonzalo García, signent ensemble le traité d'Alcalá de Henares. Ferdinand IV, soutenu par son frère, l’archevêque de Tolède, l’évêque de Zamora, et Diego López V de Haro s'engage à déclarer la guerre au Royaume de Grenade le 24 juin 1309. Ce traité est signé au même moment qu'expire le traité de paix entre Grenade et Castille.
À la suite de la signature de ce traité, les belligérants commencent par former un blocus sur les côtes grenadines, avec une flotte composée de navires aragonais et castillans. Le traité stipule aussi que le Royaume de Castille doit attaquer les villes d'Algésiras et de Gibraltar, tandis que les forces aragonaises doivent se diriger vers la ville d'Almería. Ferdinand IV promet de céder un sixième du territoire grenadin conquis à la Couronne d'Aragon ainsi que le royaume d'Almeria, à l'exception des villes de Bedmar, Alcaudete, Quesada, Arenas, et Locubin car celles-ci faisaient partie du Royaume de Castille avant l'invasion musulmane. Les concessions faites à la Couronne d'Aragon ne conviennent pas à plusieurs vassaux de Ferdinand IV, qui vont protester contre la ratification du traité. On trouve parmi eux Jean de Castille et Juan Manuel, Prince de Villena.
Cet accord va déboucher sur une entente relative entre Aragon et Castille, et va permettre à la couronne d'Aragon de se réaffirmer dans la péninsule Ibérique. Ce rapprochement profite aussi au royaume de Castille qui s'affranchit d'un ennemi puissant : le royaume du Maroc. En effet, la couronne d'Aragon est alliée au Maroc, ce qui empêche celui-ci d'intervenir pour protéger Grenade.
Après la signature du traité d'Alcalá de Henares, Aragon et Castille envoient un émissaire à la cour d'Avignon, afin d'obtenir le soutien et la bénédiction du pape Clément V. Celui-ci accepte et publie le 24 avril 1309 une bulle pontificale intitulée Indesinentis cure, dans laquelle il lance un appel à la croisade contre le Royaume de Grenade

## Le siège

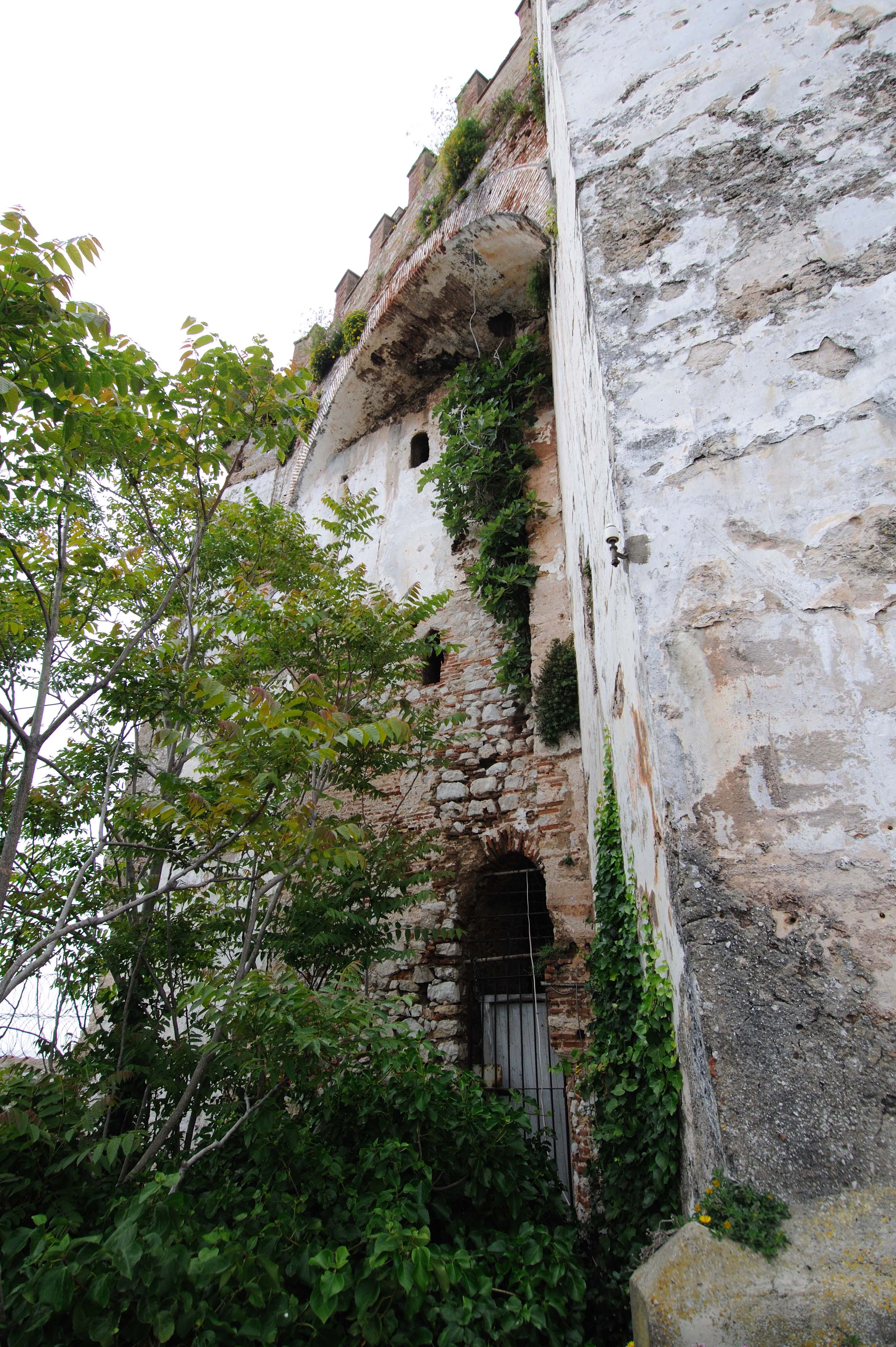
Certaines fortifications maures datant de cette période sont toujours visibles dans la ville de Gibraltar. Les mieux conservées sont les ruines du château maure.

Après la mise en place du siège d'Algeciras (en), Ferdinand IV envoie une partie de son armée pour capturer la ville de Gibraltar, tout en conservant le plus gros de ses forces pour assiéger Algeciras, Les troupes envoyées pour assiéger et capturer Gibraltar sont menées par Juan Núñez II de Lara, Alonso Pérez de Guzmán, Fernando Gutiérrez Tello et l'archevêque de Séville, accompagnés d'un conseil de nobles. Le groupe fut par la suite renforcé par Garci López de Padilla, le grand maître de l'ordre de Calatrava, accompagné d'un contingent de ses chevaliers.
Les chroniques de Ferdinand IV racontent que les assiégeants ont encerclé la ville, avant de tirer sur celle-ci à l'aide de deux machines de guerre. Les mêmes chroniques disent que les troupes de Núñez de Lara et celles d'Alonso Pérez de Guzmán ont si bien encerclé la ville que les forces musulmanes furent impuissantes et incapables de résister, forcées de remettre la ville aux mains des Castillans. Guzmán et Lara auraient permis à plus d'un millier de musulmans de quitter la ville indemnes.
Le 12 septembre 1309, le siège prend officiellement fin et l'armée de Ferdinand IV s'empare de la ville de Gibraltar. 
La victoire castillane met fin à 600 ans de présence musulmane dans la ville de Gibraltar.

## Conséquences
Après la conquête de Gibraltar, Ferdinand IV ordonne la reconstruction des défenses de la ville qui avaient été détruites au cours de l'assaut. Il demande aussi la construction de plusieurs tours pour défendre les murs de la ville, ainsi qu'un chantier naval pour réparer les navires de passage. Il retourne ensuite avec son armée à Algeciras, où les forces castillanes, incapables de faire tomber la ville fortifiée, ont été obligées de se retirer.
Après avoir signé un traité de paix avec le royaume de Castille, Mohammed III al-Makhlu, l'émir de Grenade, subit des attaques de ses propres vassaux, à cause des nombreuses concessions qu'il fit à Ferdinand IV. Après avoir échappé à un attentat, Mohammed III revient à Grenade, où la population s'est révoltée et où son frère Abu al-Juyuch Nasr s'est lui-même installé sur le trône. Mohammed III assiste au massacre d'un de ses ministres et au pillage de son palais, il abdiquera en faveur de son frère peu de temps après.
Ferdinand IV nomme un des officiers ayant participé au siège, Alfonzo Fernando de Mendoza, comme gouverneur de la ville capturée,. En 1310, il met en place une politique afin de repeupler la ville de Gibraltar. Désormais tous les escrocs, voleurs, meurtriers et femmes voulant fuir leur mari pourront trouver refuge dans les murs de la cité, y compris les condamnés à mort. Seules les personnes considérées comme traîtres à la couronne ne sont pas concernées par ce traitement de faveur. En outre, il interdit toute taxe sur les marchandises transitant par la ville. Cependant, le nombre élevé de criminels et de voleurs dans la ville a quelque peu freiné les efforts de repopulation. Le roi de Castille récompensa les troupes de la ville de Séville, qui ont joué un rôle primordial dans la prise de Gibraltar. Il offrit donc à la ville un certain nombre de privilèges.